# Tarot (1986)
Tarot ist ein deutscher Film von Rudolf Thome aus dem Jahr 1986. Der Film verwendet Motive aus dem Roman Die Wahlverwandtschaften von Johann Wolfgang von Goethe. Die Hauptfiguren der Geschichte werden von Vera Tschechowa, Rüdiger Vogler, Hanns Zischler und Katharina Böhm sowie William Berger verkörpert.

## Handlung
Die Beziehung des Filmregisseurs Eduard mit der Schauspielerin Charlotte währt bereits eine Weile. In der Vergangenheit waren sie jedoch bereits einmal getrennt, sodass sie sich vornehmen, künftig mehr Zeit miteinander zu verbringen. Daher wollen sie den Sommer in einem idyllischen Landhaus verbringen, um ihre Liebe aufzufrischen.
Charlotte hat sich zum Ziel gesetzt, einen Roman zu schreiben, während Eduard auf der Suche nach neuen Ideen ist. Aus den Vorsätzen des Paars wird jedoch nichts, als Eduard zufällig seinen alten Freund Otto trifft. Zudem taucht unerwartet Charlottes Nichte Ottilie auf. Das führt zu Spannungen zwischen den vier Menschen, da sich einerseits Charlotte zu Otto und andererseits Eduard zu Ottilie hingezogen fühlt, was zu neuen Beziehungskonstellationen führt.

## Produktionsnotizen, Veröffentlichung
Der Film wurde von Moana-Film, der Anthea Filmgesellschaft und dem ZDF produziert. Er erhielt Förderung von der Bayerischen Filmförderung und der Filmförderungsanstalt. Die Dreharbeiten fanden vom 7. Juni bis 25. Juli 1985 in Truchtlaching, München und Umgebung statt.
Die Veröffentlichung des Films fand am 13. Mai 1986 in Cannes bei der Quinzaine des réalisateurs statt. Die Erstaufführung von Tarot in Deutschland war am 6. Juni in Berlin beim Kino-Fest ’86 im Arsenal. Der Kinostart des Films erfolgte am 11. September 1986, die Erstausstrahlung im Fernsehen am 31. Januar 1988 im ZDF.

## Rezeption
Der film-dienst bezeichnete den Film als „psychologisch stimmig“. Mit „kommentierenden Naturbildern und einem hervorragenden Schauspielerteam“ verbinde der Film eine „Reflexion über moderne Paarbeziehungen und die Lebenslügen von Menschen mit einer ironischen Kommentierung des Kulturbetriebes“. Cinema urteilte, Thome setze auf eine „handlungsarme, bisweilen gestelzte Inszenierung“. Den „guten, aber unterforderten Darstellern“ gelinge ein „Befindlichkeitsbild der unterkühlten 80er Jahre“.

## Auszeichnung
- 1986: Prädikat „wertvoll“ der Filmbewertungsstelle Wiesbaden